# Erica kingaensis
Erica kingaensis är en ljungväxtart. Erica kingaensis ingår i släktet klockljungssläktet, och familjen ljungväxter.

## Underarter
Arten delas in i följande underarter:
- E. k. bequaertii
- E. k. kingaensis
- E. k. leleupiana
- E. k. multiflora
- E. k. rugegensis